# 安布罗焦·贝西
安布罗焦·贝西（義大利語：Ambrogio Bessi，1915年7月1日—？），意大利男子篮球运动员。他曾代表意大利获得1936年夏季奥运会男子篮球比赛第七名。他也在1937年欧洲篮球锦标赛获得亚军。